# Hampden, Massachusetts
Hampden är en kommun (town) i Hampden County i delstaten  Massachusetts, USA. Vid folkräkningen år 2000 bodde 5 171 personer på orten. Den har enligt United States Census Bureau en area på totalt 50,9 km², allt är vatten.

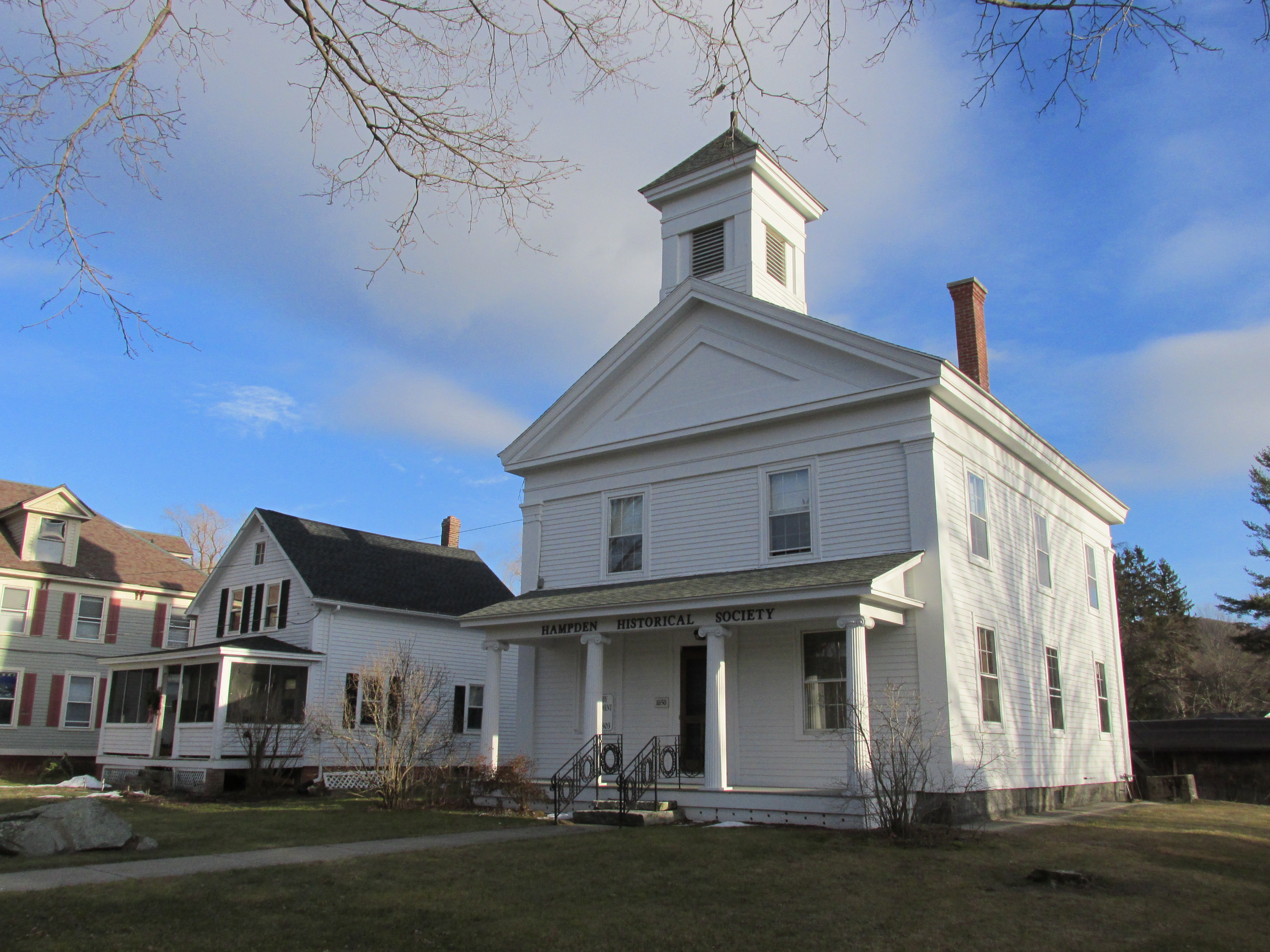